# Alexandre Astier
Pour les articles homonymes, voir Astier.
Ne doit pas être confondu avec Alexandre Astier (historien).
Alexandre Astier, né le 16 juin 1974 à Lyon, est un acteur, auteur, réalisateur, scénariste, monteur, producteur, compositeur et musicien français.
Il est notamment connu en tant que créateur et interprète principal de la saga Kaamelott (2005-2009).
Il a également scénarisé et coréalisé les films d'animation Astérix : Le Domaine des dieux (2014) et Astérix : Le Secret de la potion magique (2018).

## Biographie
Il est le fils des comédiens Lionnel Astier et Joëlle Sevilla. Sa famille maternelle est d’ascendance italo-espagnole (Casalattico, Carthagène) immigrée à Lyon et sa famille paternelle est originaire du Gévaudan (Chaudeyrac, Châteauneuf-de-Randon).

### Formation
Alexandre Astier entre au conservatoire de Lyon à l'âge de six ans où il suit des études de musique au sein des classes à horaires aménagés (où il rencontre notamment Benjamin Biolay). Il y étudie la contrebasse, l'orchestration et les chœurs, et finalise sa formation musicale, notamment en jazz et en musique moderne, en intégrant l’American School of Modern Music de Paris (promotion 1989) et tout en faisant parallèlement du théâtre en tant qu’auteur et acteur.

### Carrière

#### Premiers pas
Alexandre Astier s’est fait remarquer au début de sa carrière par le public lyonnais grâce à la pièce Le Jour du froment. Il a également joué dans la pièce Nous crions grâce, écrite par Jacques Chambon (à qui il a confié le rôle de Merlin l’Enchanteur dans Kaamelott) et mise en scène par Thierry Chantrel.
En 2001, il est coscénariste, acteur, et compositeur des musiques des courts-métrages Soyons sport et Un soupçon fondé sur quelque chose de gras. En 2002, il réalise Dies iræ, un court-métrage de 14 minutes à l’origine de la série Kaamelott et pour lequel il remporte le Prix du public 2003 du festival Off-Courts.

#### Le phénomèneKaamelott

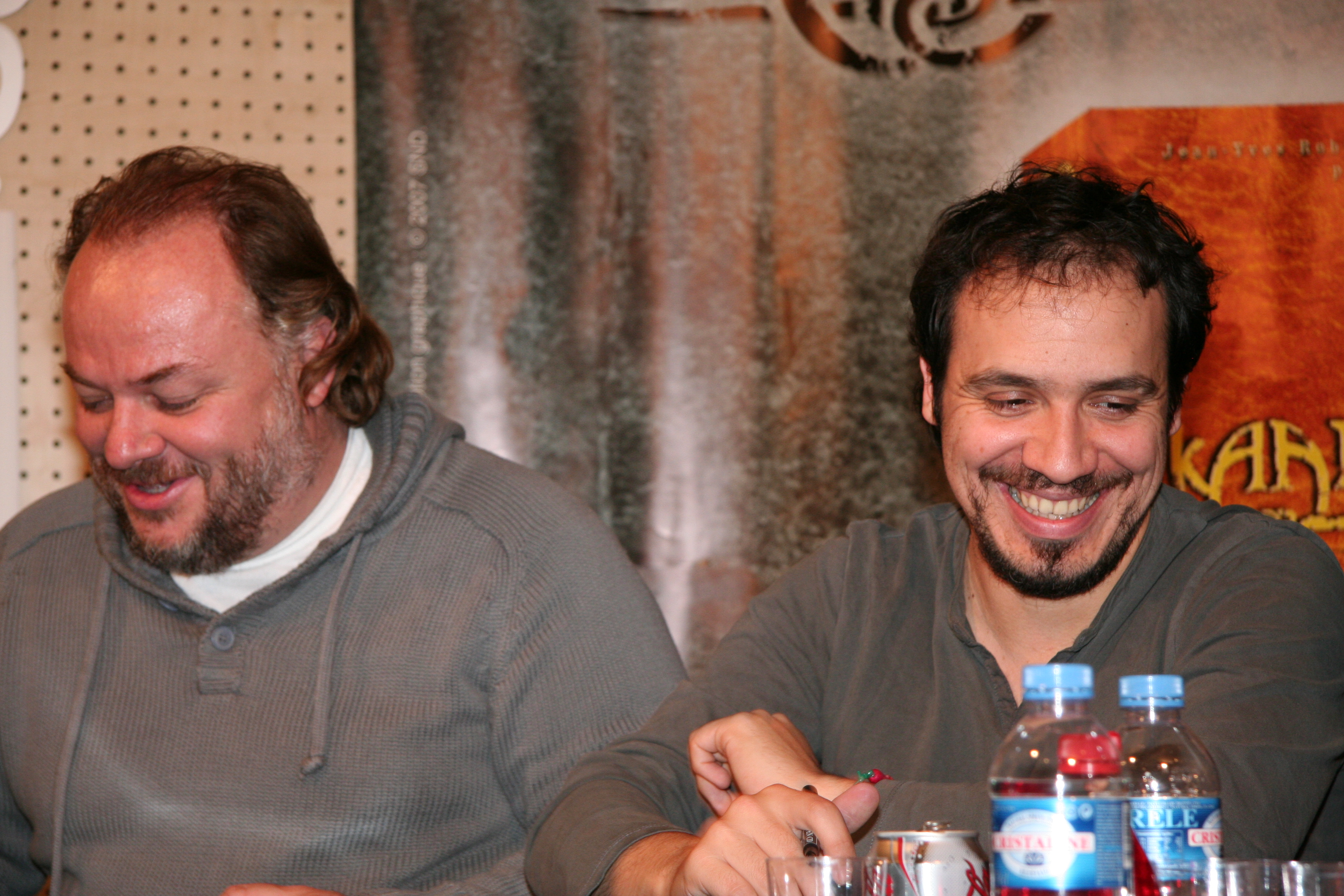
Alexandre Astier (à droite) en dédicace à Paris pour la sortie du DVD Kaamelott Livre IV en 2007 (à gauche : Brice Fournier).

Alexandre Astier est devenu célèbre en étant à la fois auteur, réalisateur et acteur de la série télévisée Kaamelott, une série décalée sur les mythiques chevaliers de la Table ronde. 
Cette série de format court puis classique (trois minutes trente par épisode — sept minutes à partir de 2007 — jusqu’à des épisodes au format américain, 42 minutes, pour le Livre VI et V), a remplacé Caméra Café à partir du mois de janvier 2005 sur la chaîne de télévision française M6. Il y fait jouer des membres de sa famille, tels que son père Lionnel Astier, son demi-frère Simon Astier, sa mère Joëlle Sevilla et sa belle-mère Josée Drevon, ses enfants, mais également des comédiens de la scène lyonnaise avec qui il a déjà travaillé ou qu’il a pu suivre en représentation.
Il met de plus à contribution sa formation de musicien en étant aussi le compositeur des musiques de Kaamelott.
À partir de 2006, il écrit le scénario de la série de bande dessinée Kaamelott, dérivée de la série télévisée.
La sixième et dernière saison télévisée de Kaamelott est diffusée à la rentrée 2009 sur M6. Alexandre Astier a organisé l’événement « La nuit de Kaamelott » au Grand Rex à Paris avec 2 séances de 2 700 personnes dans le cadre de Paris fait sa comédie 2009. Lors de la séance du matin, il a dévoilé les six premiers épisodes (sur les neuf que compte le Livre VI) et le soir, les fans ont découvert le septième.
Il est longuement interviewé par Christophe Chabert pour le film documentaire Aux Sources de Kaamelott réalisé entre 2006 et 2010 pour accompagner l'intégrale « Les Six Livres » des DVD de la série télévisée.
En juin 2010, Alexandre Astier révèle dans l’émission J’irai loler sur vos tombes son projet d’écrire un ou plusieurs romans graphiques qui serviront de transition entre la série télévisée et la future trilogie de films. 
Ce projet a pour nom Kaamelott Résistance. Ces livres auraient pour sujet le règne de Lancelot sur le royaume de Logres, et plus précisément la manière dont les personnages connus de Kaamelott seront pourchassés, et comment la résistance prendra forme.
Alexandre Astier prévoit ensuite de prolonger la série en une trilogie cinématographique, envisageant un début de tournage en 2014.
En octobre 2010, Alexandre Astier confie, lors d'une interview pour NoWatch.net, que le projet Kaamelott Résistance prendrait, a priori, la forme d’un livre numérique et d’un roman classique.
C'est finalement en janvier 2019 qu'Alexandre Astier commence le tournage de la trilogie cinématographique projetée de longue date, dont Kaamelott : Premier Volet narre, après dix ans d'exil, le retour de l'ancien roi Arthur dans son royaume de Logres, désormais dirigé d'une main de fer par son ennemi Lancelot du Lac. 
La date de sortie de son film est d'abord fixée au 29 juillet 2020, mais elle est ensuite repoussée du fait de la pandémie de Covid-19. Le film sort finalement le 21 juillet 2021.

#### Diversification

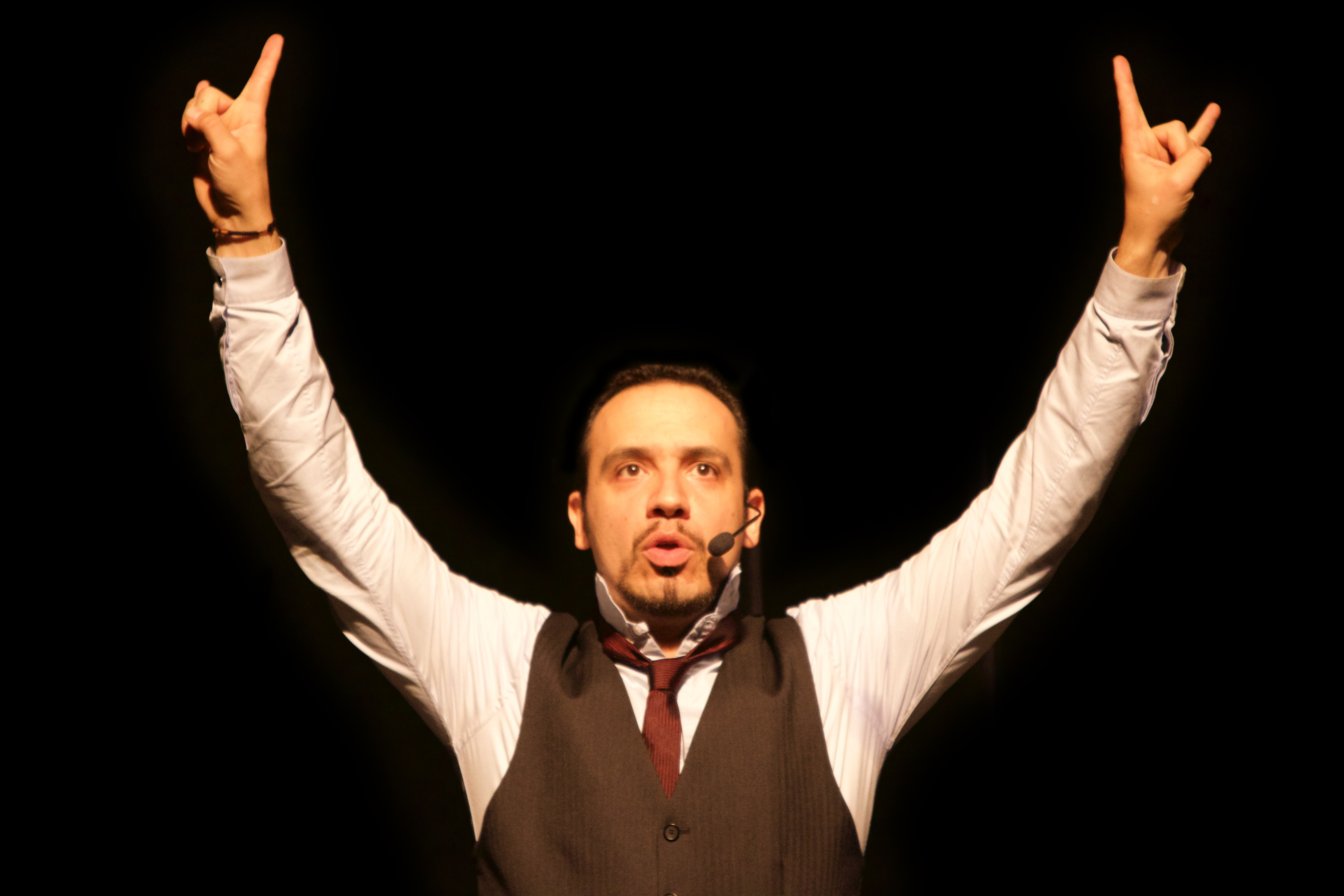
Alexandre Astier en 2014 lors d'une représentation de L'Exoconférence.

Parallèlement à Kaamelott, il apparaît dans plusieurs longs-métrages : en 2007, la comédie Comme t'y es belle !, en 2008, il apparait dans la grosse production Astérix aux Jeux olympiques, la comédie dramatique Home Sweet Home et le biopic Coluche : L'Histoire d'un mec, où il prête ses traits à Jean-Marc Reiser.
En 2008, Alexandre Astier tourne dans la publicité française du jeu vidéo World of Warcraft.
Au début de 2009, il joue le rôle du père de Lola (Christa Theret) dans la comédie LOL, et en 2011, joue dans la comédie parodiant les films de cape et d'épée Les Aventures de Philibert, capitaine puceau.
En septembre 2009, alors qu’il venait de terminer l’écriture du scénario d’un film qu’il devait réaliser, M. Karlsson, Alain Delon, qui devait avoir le premier rôle, abandonna le projet à deux semaines du début du tournage. Delon aurait demandé à Astier de renoncer soit à la mise en scène, soit à l’interprétation, ce que le Lyonnais aurait refusé. Ce dernier l’a finalement adapté en David et Madame Hansen, avec Isabelle Adjani en premier rôle. Le film sort alors avec deux ans de retard le 29 août 2012.
En octobre 2012, il parraine à Lyon une classe magistrale d'écriture d'un de ses mentors, le scénariste américain Christopher Vogler. Avant de se lancer dans l'écriture de Kaamelott, il avait lui-même suivi en 2003 à Londres la précédente classe de maître de Christopher Vogler, dont les méthodes avaient alors « bouleversé sa vie »,,,.
Toujours en octobre 2012, il signe la préface de la 44e édition du célèbre guide lyonnais Le Petit Paumé dans lequel il déclare son amour et son attachement à la ville de Lyon en commençant notamment sa préface par la réplique : « J’aime pas la bouffe lyonnaise. »
En juin 2012, il apparait dans un sketch du 7e Golden Show, où il joue une version parodique de Bison de Street Fighter.
En 2013, il apparaît dans la comédie Pop Redemption de Martin Le Gall, un film dont il est coscénariste.
En avril 2014, il annonce un second spectacle humoristique sur un sujet scientifique qui le passionne depuis l'enfance, L'Exoconférence, avec une tournée dans toute la France. Ce spectacle humoristique créé sur des bases scientifiques est reconnu et récompensé par les astrophysiciens le 16 juin 2016.
L'astéroïde 236984 découvert le 4 août 2008 a été nommé Astier en son honneur, en raison de ses actions de vulgarisation.
En 2014, il est scénariste et coréalisateur du long-métrage d’animation, Astérix : Le Domaine des dieux réalisé en 3D.

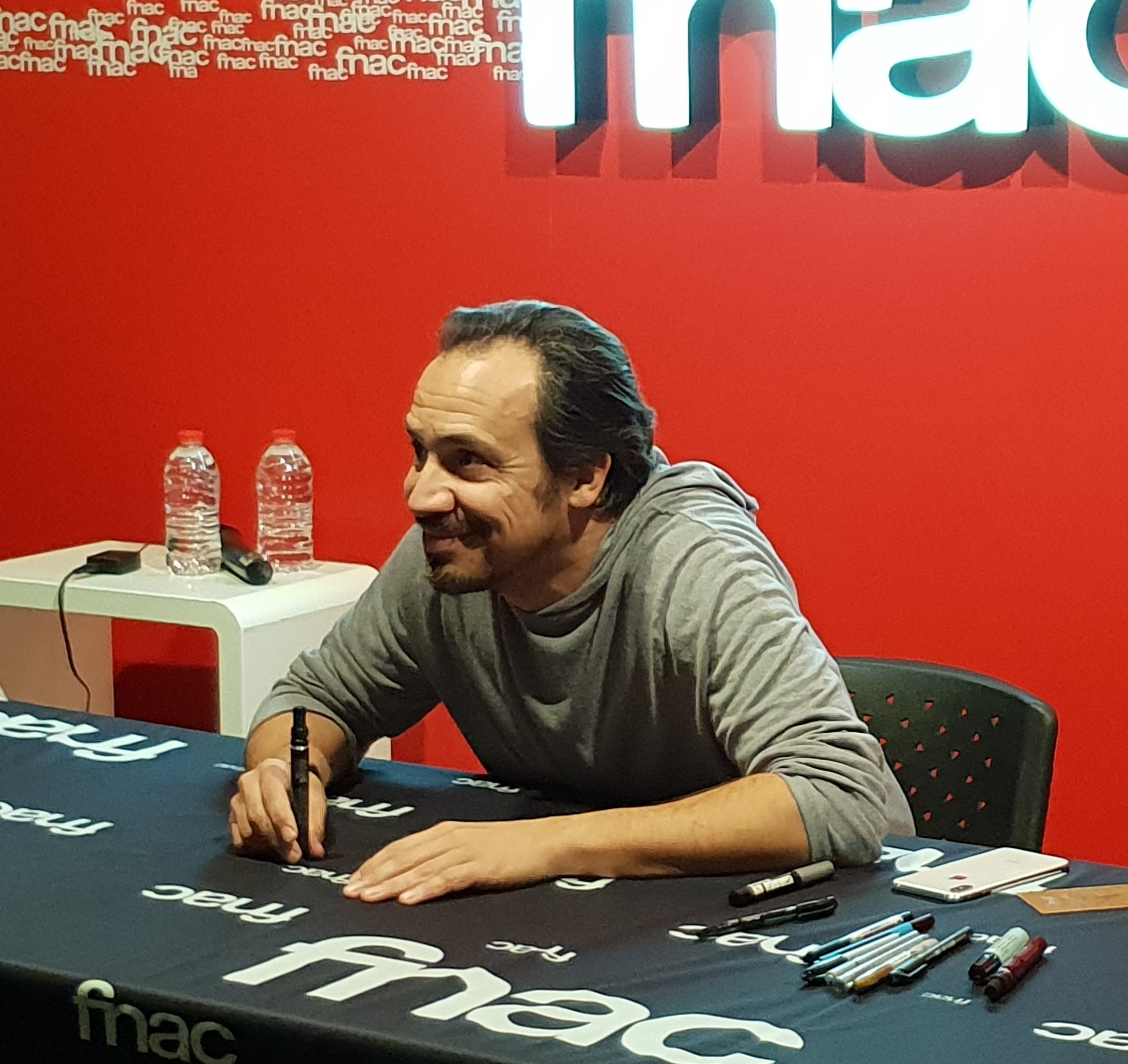
Alexandre Astier en séance de dédicace à Lyon à l'occasion de la sortie de l'intégrale de Kaamelott.

Quatre ans plus tard, il dévoile Astérix : Le Secret de la potion magique, toujours coréalisé avec Louis Clichy. Astier a obtenu d'écrire un scénario original, et non plus d'adapter un album de la bande dessinée de René Goscinny et Albert Uderzo. Le film reçoit une nomination au César du meilleur film d'animation 2019.
Il possède un château en Ardèche dans lequel il peut dédier une pièce à ses instruments de musique, qui sont sa passion première.
En 2018, il confie sur twitter sa passion technophile : il rédige le scénario du film Kaamelott en bépo sur wordgrinder, avec un raspberry Pi.
En novembre 2018, il est annoncé qu'il animera quelques épisodes de la troisième saison du jeu culte Burger Quiz, en alternance avec, entre autres, Édouard Baer, Maurice Barthélemy, Jérôme Commandeur, Gérard Darmon, Anne Depétrini, Marina Foïs après avoir participé à deux épisodes en tant qu'invité. La saison terminée, il n'a finalement animé aucun numéro mais assiste Alain Chabat lors de la dernière, le 5 juin 2019, et coanime ainsi l'Addition « Septuple réflexe ».
En 2023, il préside le grand jury de la 50e édition du Festival d'Angoulême.

## Vie privée
De 1999 à 2016, il partage la vie d'Anne-Gaëlle Daval, avec qui il a cinq enfants : Jeanne (née en 1999), Ariane (née en 2000), Neil (né en 2003), Ethan (né en 2006) et James (né en 2013).
Depuis 2016, il partage la vie de Luna Karys, avec qui il a deux enfants, Aaron et Isaac.
Il est le demi-frère de Simon Astier.

## Filmographie

### Cinéma

#### Acteur
- 2006 : Comme t'y es belle ! de Lisa Azuelos : Gilles
- 2008 : Astérix aux Jeux olympiques de Frédéric Forestier et Thomas Langmann : Mordicus
- 2008 : Coluche : L'Histoire d'un mec d'Antoine de Caunes : Reiser
- 2008 : Home Sweet Home de Didier Le Pêcheur : Joubert
- 2009 : LOL de Lisa Azuelos : Alain
- 2011 : Les Aventures de Philibert, capitaine puceau de Sylvain Fusée : Clotindre
- 2012 : David et Madame Hansen : David, l'ergothérapeute
- 2013 : Pop Redemption de Martin Le Gall : le chef de la SR
- 2014 : Une rencontre de Lisa Azuelos : Eric
- 2015 : Nous trois ou rien de Kheiron : Le shah d'Iran
- 2021 : Kaamelott : Premier Volet : Roi Arthur
- 2025 : Kaamelott : Deuxième volet partie 1 : Roi Arthur
- 2026 : Kaamelott : Deuxième volet partie 2 : Roi Arthur
- 2026 : LOL 2.0 de Lisa Azuelos : Alain

#### Réalisateur
- 2012 : David et Madame Hansen
- 2014 : Astérix : Le Domaine des dieux (réalisé avec Louis Clichy)
- 2018 : Astérix : Le Secret de la potion magique (réalisé avec Louis Clichy)
- 2021 : Kaamelott : Premier Volet
- 2025 : Kaamelott : Deuxième volet partie 1

#### Scénariste
- 2012 : David et Madame Hansen
- 2013 : Pop Redemption de Martin Le Gall
- 2014 : Astérix : Le Domaine des dieux
- 2018 : Astérix : Le Secret de la potion magique
- 2021 : Kaamelott : Premier Volet
- 2025 : Kaamelott : Deuxième volet partie 1

### Courts-métrages
- 1995 : Yeti : compositeur
- 1996 : Bloo : compositeur
- 1996 : Projet BW : compositeur
- 2001 : Soyons sport : Scénariste, acteur, directeur d'acteur, comonteur et compositeur
- 2001 : Un soupçon fondé sur quelque chose de gras : scénariste, réalisateur, acteur et compositeur
- 2003 : Dies iræ : scénariste, réalisateur, compositeur et acteur dans le rôle du Roi Arthur
- 2004 : Anaconda : acteur
- 2007 : Recrue d'essence : acteur
- 2009 : Zygomatiques : acteur
- 2014 : 14 millions de cris : acteur
- 2015 : La Leçon sur le piano : acteur

### Télévision

#### Réalisateur
- 2005-2009 : Kaamelott

#### Acteur
- 2001 : Belle Grand Mère "La Trattoria" de Marion Sarraut : Marcello
- 2002 : Lyon police spéciale (Saison 2, épisode 1) : Le cafetier
- 2005-2009 : Kaamelott : Roi Arthur
- 2007 : Élie annonce Semoun : Eric Reptile
- 2007 : Off Prime avec Simon Astier : Lui-même
- 2008 : Mademoiselle
- 2008 : 14-18, le bruit et la fureur : documentaire sur la Première Guerre mondiale (diffusé le 11 novembre 2008 sur France 2) : Le narrateur
- 2009 : Hero Corp de Simon Astier : Araignée Man
- 2010 : La Commanderie de Didier Le Pêcheur: L'Inquisiteur
- 2011 : Le Front Populaire, à nous la vie ! : documentaire sur le Front populaire (diffusé le 5 juillet 2011 sur France 2) : narrateur
- 2012 : Bref. de Bruno Muschio et de Kyan Khojandi : (épisode 53 Y'a des gens qui m'énervent) Le mec pas déguisé
- 2012 : Le Golden Show de Davy Mourier, Monsieur Poulpe et François Descraques : M. Bison
- 2012 : Adventure Time de Pendleton Ward : Prince Gumball
- 2013 : Scènes de ménages de Alain Kappauf
- 2013 : Le Golden Show de Davy Mourier, et Monsieur Poulpe, épisode Les misérables : Cosette
- 2013 : Le Golden Show de Davy Mourier, et Monsieur Poulpe, épisode Street Magic : Alan Mysterious (écrit et réalisé par Alexandre Astier)
- 2013 : La télé commande
- 2013 : Dans le cadre de la collection Le Jeu des 7 Familles, épisode : Zygomatiques de Stephen Cafiero : acteur Prix d'interprétation 2013 (avec son frère Simon Astier) au Festival du court métrage d'humour de Meudon[26]
- 2015 : Einstein et la relativité générale, une histoire singulière de Quentin Lazzarotto : voix-off d'Albert Einstein
- 2022 : Le Grand Restaurant : La guerre de l'étoile : téléfilm de Pierre Palmade et Sarah Hafner : George Michalon
- 2025 : Bref. 2 de Bruno Muschio et Kyan Khojandi : Le psy alcoolique

#### Scénariste
- 2005-2009 : Kaamelott
- 2007 : Off Prime de Simon Astier

## Émission de télévision
- 2019 : Burger Quiz (co-animation du dernier numéro de la saison 3)
- 2024 : Secrets d'Histoire (intervenant)

## Doublage

### Films
- 2015 : Vampires en toute intimité : Geoffroy (Jemaine Clement)

### Films d'animation
- 2014 : Astérix : Le Domaine des dieux : le centurion Oursenplus (création de voix)
- 2018 : Astérix : Le Secret de la potion magique : le centurion Oursenplus, Huiledolix, Blodimérix (création de voix)

### Séries d'animation
- 2013 : Adventure Time : le prince Bubblegum
- 2025 : Astérix et Obélix : Le Combat des chefs : Ordralfabétix[27] (mini-série, création de voix)

### Jeux vidéo
- 2017 : Mass Effect Andromeda : le lieutenant August Bradley[28]

### Publicités
- 2008 : World of Warcraft
- 2012 : Apple iPhone 5[29],[30]
- 2012 : Apple EarPods[31]

## Théâtre
- Poule Fiction (1997) : auteur, acteur, metteur en scène
- Nous crions grâce (1999) de Jacques Chambon : acteur
- L'Étrange Assistant du docteur Lannion (2000) : auteur, acteur
- Timon d'Athènes de Shakespeare, mise en scène Jean-Christophe Hembert (2001) : acteur
- Le Jour du froment (2002) : auteur, acteur
- Que ma joie demeure !, mise en scène Jean-Christophe Hembert (2012) : auteur, acteur, musicien
- L'Exoconférence, mise en scène Jean-Christophe Hembert (2014) : auteur, acteur, musicien

## Publications

### Bande dessinée
- Série Kaamelott (2006- en cours) :
  - Tome 1 : L'Armée du nécromant (2006) – scénariste
  - Tome 2 : Les Sièges de transport (2007) – scénariste
  - Tome 3 : L'Énigme du coffre (2008) – scénariste
  - Tome 4 : Perceval et le dragon d'airain (2009) – scénariste
  - Tome 5 : Le Serpent géant du lac de l'Ombre (2010) – scénariste
  - Tome 6 : Le Duel des mages (2011) – scénariste
  - Tome 7 : Contre-attaque en Carmélide (2013) – scénariste
  - Tome 8 : L'Antre du basilic (2018)[32] – scénariste
  - Tome 9 : Les Renforts maléfiques (2020) – scénariste
  - Tome 10 : Karadoc et l'Icosaèdre (2023) – scénariste
  - Tome 11 : Arthur contre le Soldat-Silence (à venir) – scénariste

### Préfacier
- Kaamelott : Au cœur du Moyen Âge (2007) : auteur de la préface
- Parlez-vous Kaamelott ? (2007) : coauteur avec Richard Trachsler
- Desproges est vivant : 34 saluts à l'artiste (2008) : auteur d'un des 34 hommages
- Kaamelott : Livre I (2008) : (Les textes intégraux du livre I, plus trois inédits) scénariste/auteur
- Kaamelott : Livre II (2009) : (Les textes intégraux du livre II) scénariste/auteur
- Kaamelott : Livre III (2010) : (Les textes intégraux du livre III) scénariste/auteur
- Sébastien Carletti et Jean-Marc Lainé, Nos années Strange (1970-1996) (2011) : auteur de la préface
- Astier et Rollin posent les bases de la pensée moderne : entretien libre sur la transmission entre les générations (2010) : entretien avec François Rollin
- La petite Mort (2013) de Davy Mourier : auteur de la préface
- Prenez le temps d'e-penser : Tome 1 (2015) de Bruce Benamran : auteur de la préface
- Séries Illimitées de L'Arrière Cuisine (2022) : auteur de la préface

## Discographie

### Compositeur
- 2003-2009 : Kaamelott, de lui-même
- 2010 : Comptines et poésines des saisons, musique et narration
- 2012 : David et Madame Hansen, bande originale, de lui-même
- 2021 : Kaamelott : Premier Volet, de lui-même
- 2025 : Kaamelott : Deuxième volet partie 1, de lui-même

### Albums
- 2010 : 49 comptines au rythme des saisons (Éveil et Découvertes)Lecture et mise en musique d'Alexandre Astier, poèmes de Pascal Boille, illustrations de Flavia Sorrentino.

| No | Titre                              | Durée |
| -- | ---------------------------------- | ----- |
| 1. | Le printemps                       | 5:20  |
| 2. | Cocottes et chocolat               | 5:17  |
| 3. | Châteaux de sable et cerfs-volants | 5:14  |
| 4. | L'automne                          | 6:10  |
| 5. | Les sorcières                      | 5:26  |
| 6. | Noël                               | 6:23  |
| 7. | Bonnet de laine et boules de neige | 6:02  |

## Distinctions

### Récompenses
- 2003 : Prix du public au festival Off-Courts de Trouville pour Dies iræ
- 2003 : Prix spécial du jury au Festival du court métrage d'humour de Meudon pour Dies iræ
- 2003 : Mention du jury au festival du film d’action et d’aventures de Valenciennes pour Dies iræ
- 2004 : Prix du public du court métrage francophone au festival Comédia / Juste pour rire de Montréal pour Dies iræ
- 2012 : Prix du jeune théâtre Béatrix Dussane-André Roussin pour Que ma joie demeure !
- 2013 : Prix d'interprétation (avec son frère Simon Astier) au Festival du court métrage d'humour de Meudon[33] pour Zygomatiques de Stephen Cafiero
- 2016 : Le 21 mai, l'astéroïde (236984) Astier est nommé d'après lui dans la Minor Planet Circular no 100317[34]
- 2016 : Prix « Science en Société » de la Société française d'astronomie et d'astrophysique, remis le 16 juin, lors des Journées de la SF2A, pour son spectacle L'Exoconférence[35]
- 2017 : « « Médaille Scientifique Pégase »(Archive.org • Wikiwix • Archive.is • Google • Que faire ?) » du Laboratoire de Recherche sur la Foudre, décernée le 11 mai 2017, lors du « 2e Symposium sur la foudre et les phénomènes orageux »(Archive.org • Wikiwix • Archive.is • Google • Que faire ?) (ISL-SRP 2017) à Aurillac, pour son spectacle L'Exoconférence.

### Nomination
- 2018 : nommé au César du meilleur film d'animation pour Astérix : Le Secret de la potion magique[36].

### Décorations
- Officier de l'ordre des Arts et des Lettres Il est promu officier le 12 mars 2019[37].